# Touring Band 2000
Touring Band 2000 är Pearl Jams andra videoalbum, inspelat under bandets Binaural Tour 2000 och släppt den 1 maj 2001. Som bonusmaterial finns musikvideorna till låtarna Do the Evolution och Oceans samt Matt Cam i vilken kameran följer trummisen Matt Cameron under hela låten.

## Låtlista
1. "Long Road" - 10/21/00, Desert Sky Pavilion, Phoenix, AZ
2. "Corduroy" - 9/4/00, Merriweather Post Pavilion, Columbia, MD
3. "Grievance" - 10/15/00, Cynthia Woods Mitchell Pavilion, The Woodlands, TX
4. "Animal" - 10/28/00, Blockbuster Pavilion, Devore, CA
5. "Gods' Dice" - 10/31/00, Shoreline Amphitheatre, Mountain View, CA
6. "Evacuation" - 8/12/00, Ice Palace, Tampa, FL
7. "Given to Fly" - 10/11/00, Riverport Amphitheater, Maryland Heights, MO
8. "Dissident" - 10/8/00, Alpine Valley Music Theater, East Troy, WI
9. "Nothing As It Seems" - 11/6/00, Key Arena, Seattle, WA
10. "Even Flow" - Philadelphia - 9/1 or 9/2/00, Blockbuster Music Entertainment Centre, Camden, NJ
11. "Lukin" - 10/24/00, Greek Theatre, Los Angeles, CA
12. "Not For You" -10/24/00, Greek Theatre, Los Angeles, CA
13. "Daughter"/"It's OK" - 8/24/00, Jones Beach Amphitheater, Wantagh, NY
14. "Untitled" - 10/22/00, MGM Grand Arena, Las Vegas, NV
15. "MFC" - 10/22/00, MGM Grand Arena, Las Vegas, NV
16. "Thin Air" - 10/21/00, Desert Sky Pavilion, Phoenix, AZ
17. "Leatherman" - 11/6/00, Key Arena, Seattle, WA
18. "Better Man" - 11/6/00, Key Arena, Seattle, WA
19. "Nothingman" - 11/6/00, Key Arena, Seattle, WA
20. "Insignificance" - 10/31/00, Shoreline Amphitheatre, Mountain View, CA
21. "I Got Shit" - 10/4/00, Centre Molson, Montréal, Québec
22. "Rearviewmirror" - 11/5 or 11/6/00, Key Arena, Seattle, WA
23. "Wishlist" - 8/15/00, Pyramid Arena, Memphis, TN
24. "Jeremy" - 10/25/00, San Diego Sports Arena, San Diego, CA
25. "Do the Evolution" - 10/28/00, Blockbuster Pavilion, Devore, CA
26. "Go" - 11/3/00, Idaho Center, Nampa, ID
27. "Parting Ways" - 10/18/00, United Spirit Arena, Lubbock, TX
28. "Rockin' in the Free World" - 10/20/00, Mesa Del Sol Amphitheatre, Albuquerque, NM

### Matt Cam
1. "Evacuation"
2. "Even Flow"
3. "In My Tree" - Boston - 08/30/00, Tweeter Center, Mansfield, MA